# بيل 30
بيل 30 (بالإنجليزية: Bell 30)‏ هي مروحية أنتجت في الولايات المتحدة. من صناعة بيل للطائرات. كان أول طيران لها في 26 يونيو 1943.